# Gerhard Wilck

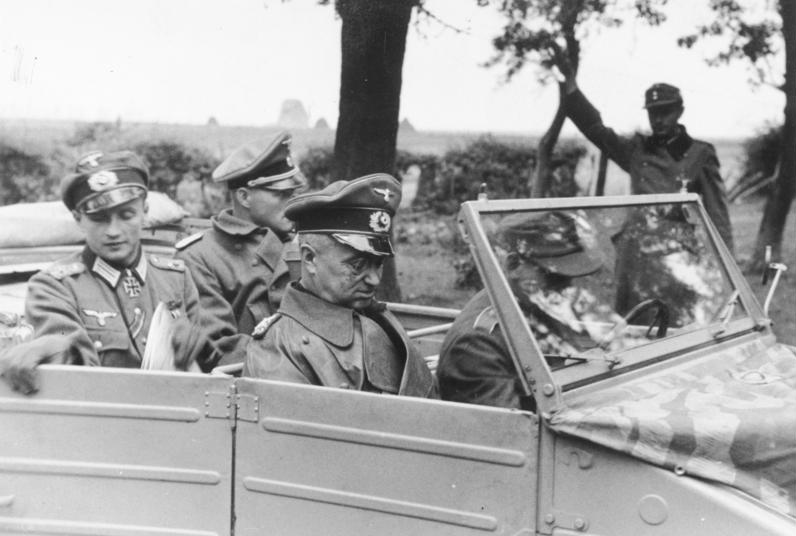
Generalfeldmarschall Model besucht am 9. Oktober 1944 mit Oberst Gerhard Wilck (im linken Fond) den vorgeschobenen Gefechtsstand der in und um Aachen eingesetzten 246. Volksgrenadier-Division.

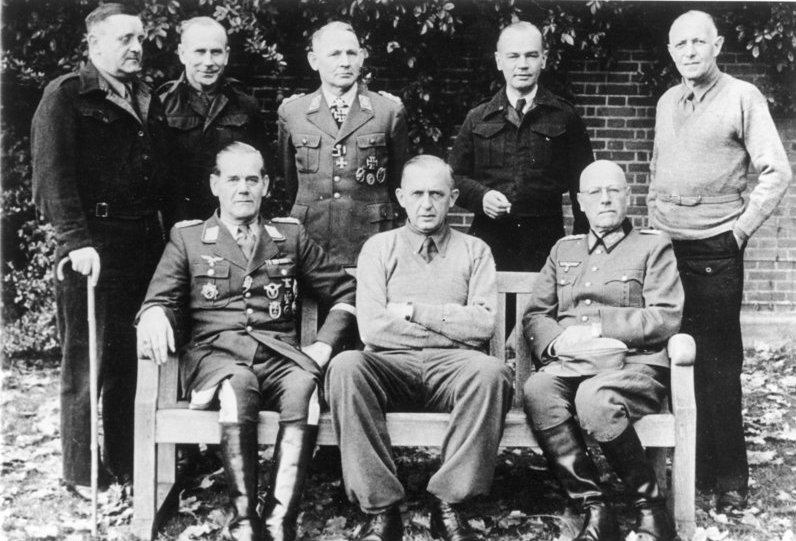
Oberst Gerhard Wilck (zweiter von links obere Reihe) mit anderen Offizieren im Gefangenenlager Trent Park

Gerhard Wilck (* 17. Juni 1898 in Löbau in Westpreußen; † 5. April 1985 in Rheinbreitbach) war ein deutscher Oberst der Wehrmacht, der im Zweiten Weltkrieg die deutsche Stadt Aachen in der Schlacht um Aachen verteidigte.

## Leben
Nach dem Abitur am Thorner Gymnasium trat Gerhard Wilck am 20. November 1916 als Fahnenjunker beim 21. Infanterie-Regiment in Thorn in das preußische Heer ein und kämpfte in den zwei verbleibenden Jahren des Ersten Weltkriegs an der Ost- und Westfront. Er wurde im Frühjahr 1918 zum Leutnant befördert, mit dem Eisernen Kreuz I. Klasse ausgezeichnet und mehrfach verwundet, unmittelbar vor Kriegsende schwer. Nach der Entlassung aus dem Lazarett schloss er sich dem Grenzschutz Ost an und wurde anschließend als Oberleutnant in die Reichswehr übernommen, wo er beim 6. Infanterie-Regiment in Flensburg und später als Hauptmann und Kompaniechef in Schwerin und Lübeck diente. In der Wehrmacht war er vor Beginn des Zweiten Weltkriegs zuletzt als Major Inspektionschef und Taktiklehrer an der Kriegsschule Hannover.
Am 27. August 1939 wurde er Kommandeur des Infanterie-Feldersatzbataillons 16. Vom 1. März 1940 bis zum 10. August 1941 war er Kommandeur des 2. Bataillons des Infanterie-Regiments 362 (ab 15. Oktober 1942 Grenadier-Regiment 362) bei der 196. Infanterie-Division. In dieser Position wurde er am 1. Juli 1940 zum Oberstleutnant befördert. Ab dem 9. Oktober 1941 war er bis zum 30. September 1943 Kommandeur des Grenadier-Regiments 362. Am 1. April 1942 wurde er Oberst. Von der Aufstellung am 25. November 1943 bis zur Vernichtung in der Nordukraine im Juli 1944 kommandierte er das Grenadier-Regiment 913 bei der 349. Infanterie-Division. Anfang September 1944 wurde er zum Kommandeur der in Prag neu aufgestellten 565./246. Volksgrenadier-Division ernannt, welche mit der Verteidigung von Aachen beauftragt wurde. Alliierte Truppen begannen am 2. Oktober 1944 die Schlacht um Aachen. Am 12. Oktober 1944 – die Niederlage war absehbar – ernannte Hitler Wilck zum Kampfkommandanten von Aachen. Entsprechend dem Befehl von Rundstedts, „diese uralte Stadt bis zum letzten Mann zu halten und sich notfalls unter ihren Trümmern begraben zu lassen“, ließ Wilck den militärisch sinnlosen Kampf weiterführen, bis Aachen zu 85 % zerstört war. Nachdem er in einem letzten Funkspruch einen pathetischen Treueeid auf Adolf Hitler abgelegt hatte und der Legende nach mit einer Babywindel an einem Stock als Weiße Fahne aus dem Befehlsbunker gekrochen war, kapitulierte er am 21. Oktober 1944 um 12:05 Uhr gegenüber US-Oberstleutnant John T. Corley und Generalmajor Clarence R. Huebner und ging mit den restlichen deutschen Verteidigern in Kriegsgefangenschaft.
Wilck war vom 26. Oktober 1944 bis zum 31. März 1945 im Offizier-Gefangenenlager Trent Park in England. Hier wurde von britischer Seite festgehalten, dass Wilck sich sehr offen gegenüber den britischen Nachrichtenoffizieren verhalte. Seine Entscheidung, Aachen weiterhin zu verteidigen, bekräftigte er und verwies darauf, dass trotz der militärisch aussichtslosen Lage der Befehl eine Kapitulation nicht erlaubte. Wie bereits bei den Kapitulationsverhandlungen in Aachen äußerte er die Befürchtung, dass seine in Deutschland lebende Familie mit Vergeltungsmaßnahmen belegt werden könnte. In Trent Park gehörte er einer Gruppe um u. a. Eberbach, Bassenge, Wildermuth, Broich und Heydte an, welche sich mit der Frage des Wiederaufbaus Deutschlands beschäftigte.
Gerhard Wilck spielte eine Rolle in den in der Nachkriegszeit anhaltenden Kontroversen um das Verhalten seines Vorgängers Gerhard Graf von Schwerin, der als Kampfkommandant von Aachen im September 1944 unter dem Vorwurf abgelöst worden war, er habe die Evakuierung der Bevölkerung behindert und die Stadt kampflos an die Amerikaner übergeben wollen, was tatsächlich aber wohl nicht zutraf. In den Monaten nach der Eroberung Aachens wurde Wilck von der amerikanischen Propaganda in mehreren Flugblättern der 1. US-Armee zu einem Gegenbild Schwerins stilisiert und den adressierten deutschen Soldaten als abschreckendes Beispiel für die fanatische Erfüllung sinnloser Durchhaltebefehle vor Augen geführt. Dieses Narrativ setzte sich auch in der Aachener Nachkriegsberichterstattung und Lokalgeschichtsschreibung fest und wurde von Schwerin selbst zeitweilig gefördert, indem er andeutete, seinem Handeln habe eine politische Motivation zugrunde gelegen, die ihn in die Nähe des Widerstands rückte, dem er in Wirklichkeit nicht angehört hatte. In Veteranenkreisen wurde Schwerin deswegen teilweise angefeindet. Wilck verurteilte Schwerins angenommenes Handeln noch 1964 ausdrücklich als unehrenhaft und stellte sein eigenes Verhalten als „Weg der Zucht und der Pflicht“ positiv dagegen.

## Schriften
- Die 246. Volksgrenadier-Division in der Zeit von September bis November 1944. In: Bernhard Poll (Hrsg.): Das Schicksal Aachens im Herbst 1944. Verlag des Aachener Geschichtsvereins, Aachen 1962, S. 97–139.